# NGC 1128
NGC 1128 è una galassia ellittica (E0) definita "a manubrio" ("dumbbell galaxy") che fa parte dell’ammasso di galassie Abell 400. È al centro della radiosorgente 3C 75 e contiene due buchi neri supermassicci orbitanti e destinati a fondersi. Le simulazioni computerizzate indicano che i due buchi neri, si muovono in senso spirale l’uno rispetto all’altro fino a quando si fonderanno. La scoperta di NGC 1128 è stata attribuita a Lewis Swift nel 1886.  Tuttavia, c’è un possibile errore di 5 min nelle registrazioni di Swift e ciò getta qualche dubbio sulla sua scoperta.